# V372 Близнецов
V372 Близнецов (лат. V372 Geminorum) — двойная затменная переменная звезда типа Беты Лиры (EB) в созвездии Близнецов на расстоянии (вычисленном из значения параллакса) приблизительно 3 804 световых лет (около 1 166 парсек) от Солнца. Видимая звёздная величина звезды — от +13m до +12,5m. Орбитальный период — около 0,5691 суток (13,659 часов).
Переменность звезды была открыта в ходе обзора неба с помощью 10-сантиметрового рефрактора Моллетской обсерватории в 2002 году. Наблюдения в обсерватории Эстив Дюран (исп. Esteve Duran) с помощью 60-сантиметрового телескопа схемы Кассегрена позволили обнаружить 2 минимума блеска (падение на 0,4 звёздной величины в основном минимуме и на 0,19 — на вторичном), периодичность и определить тип переменности. Дальнейшие наблюдения в обсерватории Китт-Пик помогли уточнить эфемериды звёздной системы.

## Характеристики
Первый компонент — жёлто-белая звезда спектрального класса F. Радиус — около 1,75 солнечного, светимость — около 6,811 солнечных. Эффективная температура — около 7059 К.
Второй компонент — жёлто-белая звезда спектрального класса F.